# Rimbusia rufocoerulea
Rimbusia rufocoerulea är en stekelart som beskrevs av Heinrich 1980. Rimbusia rufocoerulea ingår i släktet Rimbusia, och familjen brokparasitsteklar. Inga underarter finns listade.